# Knattspyrnufélag Fjallabyggðar
Knattspyrnufélag Fjallabyggðar é uma equipe islandesa de futebol com sede na pequena cidade de Ólafsfjörður. Disputa o Campeonato de Futebol da Islândia Divisão 3 (2. deild karla).
Joga no campo de futebol de Ólafsfjörðurvöllur, que possui capacidade para 1.000 espectadores.

## História
O Knattspyrnufélag Fjallabyggðar foi fundado em 1931.